# Westerstede
Westerstede est une ville allemande située en Basse-Saxe et chef-lieu de l'arrondissement d'Ammerland.

## Géographie
Westerstede est située à environ 20 km au nord-ouest d'Oldenbourg.

## Quartiers
| - Burgforde - Eggeloge - Felde - Fikensolt - Garnholt - Gießelhorst - Halsbek - Halstrup - Hollriede - Hollwege - Hollwegerfeld - Hüllstede - Ihausen - Ihorst | - Karlshof - Linswege - Linswegerfeld - Mansie-Lindern - Moorburg - Neuengland - Ocholt - Petersfeld - Tarbarg - Torsholt - Westerloy - Westerloyerfeld - Westerstederfeld |

## Personnalités liées à la ville
- Friedrich Tietjen (1832-1895), astronome né à Garnholt.
- Sophie-Charlotte d'Oldenbourg (1879-1964), princesse morte à Westerstede.
- Johann Behlen (1882-1950), homme politique né à Westerstede.
- Johannes Hassebroek (1910-1977), militaire mort à Westerstede.
- Wolfgang Hackbusch (1948-), mathématicien né à Westerstede.

## Jumelages
La ville de Westerstede est jumelée avec
- Pleszew (Pologne) depuis 2004